# Trg sultana Ahmeta (Carigrad)
Trg sultana Ahmeta, znan tudi kot Avgustaion po svojem prvotnem imenu, je osrednji trg v Istanbulu pred Hagijo Sofijo.
Trg se nahaja na lokaciji nekdanjega monumentalnega središča prestolnice Vzhdnega rimskega imperija Konstantinopla, v tem obdobju je bil obdan s stebriščem in obogaten številnimi visokimi zgradbami kot sta Justinijanov steber in Milion. Stal je nasproti konstantinopelskega hipodroma.
Po osmanskem zavzetju mesta je bila večina trga že v ruševinah; prav tako je bil v dotrajanem stanju tudi hipodrom. Osmani so območje preuredili v park, na njem pa izvajali številne obrede in procesije, ki pa so se razlikovale od teh ki so jih izvajali njihovi predhodniki. Območje nekdanjih konjskih dirk različnih klubov rimskega imperija so zamenjali obredi obrezovanja in iniciacije osmanskih prestolonaslednikov. V osmanskem obdobju je središče mesta dobilo tudi svoje novo ime - pod katerim je znano še danes - Trg sultana Ahmeta.